# Kichpinytsj
De Kichpinytsj (Russisch: Кихпиныч) is de jongste stratovulkaan in de oostelijke vulkanische zone in het Russische schiereiland Kamtsjatka. De wat kleinere vulkaan ligt in de zapovednik Kronotski en bestaat uit drie toppen, die zich ruwweg op een oost-westlijn bevinden boven de geërodeerde en door gletsjers uitgesleten Pleistocene stratovulkaan Pik ("piek") die tot ongeveer 50.000 tot 40.000 jaar geleden actief was. De moderne vulkaan ontstond rond 2800 v. Chr. met het ontstaan van de kegel Zapadny ("west"). Rond 600 na Chr. ontstond de kegel Savitsj als een uitvloeisel van een explosieve uitbarsting, die een deel van de kegels van de Pik en de Zapadny verwoeste en de Savitsj met 1552 meter tot de hoogste van de drie kegels uitgroeide (net iets hoger dan die van de Zapadny, die ongeveer 1500 meter hoog is). De Savitsj was in elk geval nog actief rond 1550, toen op haar oostelijke helling de lavakoepel Krab (1450 meter) ontstond. De kegels Savitsj en Zapadny veroorzaken lavastromen, die de hele noordelijke voet van de Kichpinytsj bedekken. De vulkaan produceert vooral basalt en andesiet-basalt.
Het vulkanische complex bevat vele thermische velden, waaronder vele geisers, zoals die langs de rivier de Gejzernaja in de Vallei van de Geisers. In 1981 (of 1982) en 2007 werden deze bedolven onder modderlawines, waardoor verschillende geisers verstopt raakten.
De krater van de vulkaan bevat de giftige gassen waterstofsulfide, koolstofdioxide en cyanide, die vele slachtoffers hebben veroorzaakt onder dieren en mensen en wordt daarom ook wel 'vallei des doods' genoemd. De 'vallei' werd ontdekt in de jaren 30 toen jagers er hun honden dood vonden en leidde tot vele amateuristische expedities, waarbij vele doden vielen (volgens berekeningen van wetenschappers uit het Verre Oosten ongeveer 100), alvorens in de jaren 70 de krater wetenschappelijk werd onderzocht.